# St-Auteur (Rezonville)

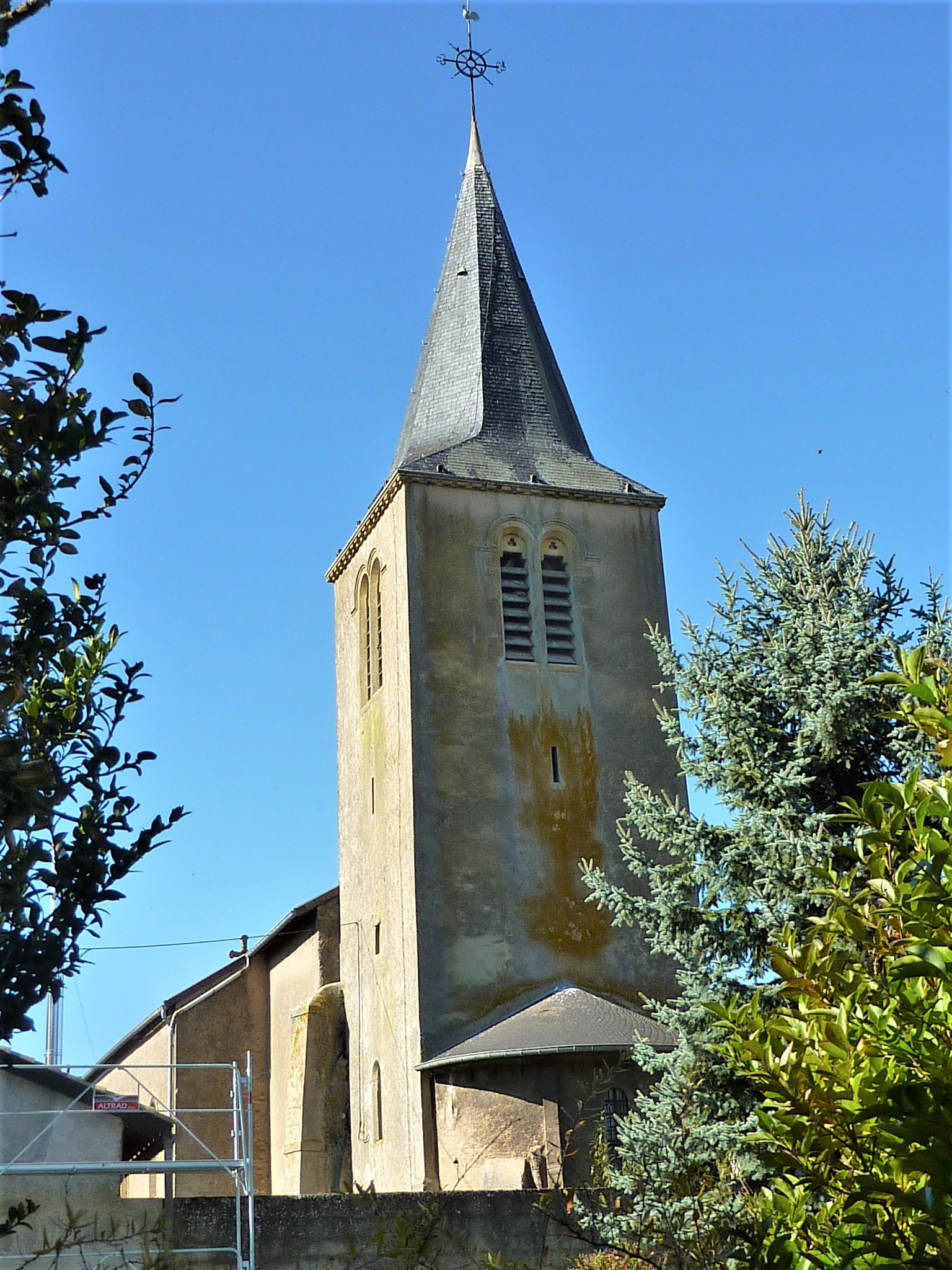
Blick zum Chorturm mit romanischer Apsis

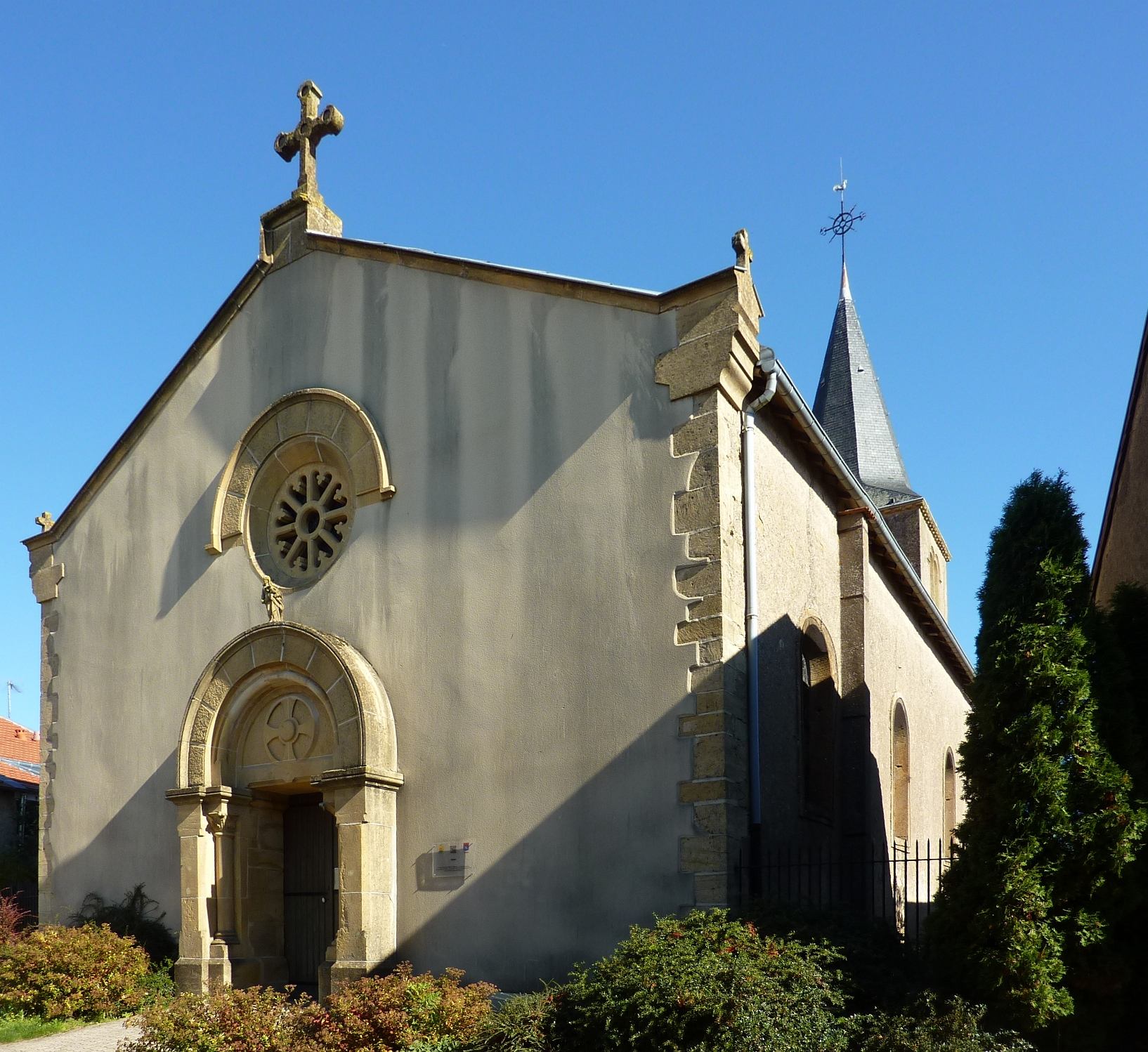
St-Auteur

Die römisch-katholische Kirche Saint-Auteur befindet sich in Rezonville im Arrondissement Metz im Departement Moselle in Frankreich. Die Kirche ist zu Ehren des heiligen Auctor geweiht.

## Geschichte
Die Kirche St-Auteur stellt eine für das Umland der Abtei Gorze typische Chorturmkirche dar. In Rezonville selber waren zur Erbauungszeit des Gotteshauses aber auch das Metzer Domkapitel sowie die Abtei Sankt Arnulf begütert.
Der Chorturm mit anschließender Halbkreisapsis stammt aus dem 13. Jahrhundert. Die Apsis selber ist von Strebepfeilern umgeben. Der Turm wurde im Rahmen des Neubaus des Kirchenschiffes im 19. Jahrhundert erhöht. Im Westen erhielt die Kirche eine repräsentative neuromanische Fassade mit Rosettenfenster und einem Portal mit Tympanon.